# ルイージ・トレッリ (潜水艦)
ルイージ・トレッリ（Luigi Torelli）は、第二次世界大戦でイタリア王立海軍（Regia Marina、レジーア・マリーナ）が建造した潜水艦。

## 概要
グリエルモ・マルコーニ級潜水艦の4番艦にあたり、名称はリソルジメントでミラノ反乱など反墺運動を指揮し、統一後は商工大臣を務めた元老議員ルイージ・トレッリに由来する。
第二次世界大戦においては、イタリア王立海軍の潜水艦として商船攻撃に従事していたが、日独伊三国同盟に基づきドイツ海軍の遣日潜水艦作戦に協力して、シンガポールに向かった際に母国の休戦と内戦に直面し、そのまま接収艦Uボートとしてドイツ海軍に編入され、『UIT25』と改名された。
更に1945年5月にドイツ軍も降伏すると、今度は枢軸国で唯一継戦していた日本海軍に編入、『伊号第五百四潜水艦』に改名されて日本本土での防空作戦に参加して終戦を迎えた。1946年、枢軸国を渡り歩く数奇な運命を辿った潜水艦ルイージ・トレッリは日本海軍の艦艇として紀伊水道で連合国に武装解除され、海没処分が行われた。

## 戦歴

### 建造
1939年7月27日、イタリア王立海軍は外洋航行を目的とする大型潜水艦の建造を計画した。提案を受けてオデーロ・テルニ・オルランド社（Odero-Terni-Orlando、現OTOメラーラ）がグリエルモ・マルコーニ級を設計、1940年2月2日に1番艦『グリエルモ・マルコーニ』が建造された。以降、同型艦として『アレッサンドロ・マラスピーナ』『マッジョーレ・バラッカ』が建造された後、4番艦として本艦が建造された。

### イタリア海軍時代
1940年5月15日、イタリア王国領のリグーリア州ラ・スペツィアに位置するオデーロ・テルニ・オルランド社のムッジアーノ造船所で竣工したグリエルモ・マルコーニ級4番艦『ルイージ・トレッリ』は、翌月に第二次世界大戦が始まると、訓練を経て『グリエルモ・マルコーニ』『アレッサンドロ・マラスピーナ』『マッジョーレ・バラッカ』ら同型艦と共に実戦へ投入された。最初の任務としてリグーリア州沿岸からコルシカ島までのジェノヴァ湾の哨戒任務を行い、次いで地中海から大西洋へ移動する命令を受けてジブラルタル海峡を密かに通過した。
フランスの独伊に対する降伏に伴ってヴィシー政権が成立するとイタリア王国軍は伊仏国境にイタリア南仏進駐領域を形成し、更に大西洋側への海軍基地として南仏の湾港都市ボルドーにも進駐した。大西洋ではドイツ海軍のUボートによる連合国船舶を対象とした通商破壊が行われており、これに助力すべくイタリア海軍は地中海から28隻、紅海から4隻の潜水艦をボルドーに移動させて艦隊を編成した（BETASOM）。
1940年9月29日、その内の一隻として加わった『ルイージ・トレッリ』はリスボンから西アフリカまでの海域を担当する艦隊司令部からの命令を受け、アゾレス諸島への偵察任務を行った。1941年1月15日、3度目の哨戒で連合国の商船を補足、ギリシャ商船『ネメア』『ニコラ・フィルニス』とノルウェー商船『ブレーク』を撃沈し、続いて1月28日にイギリス商船『ウルラ』を沈めた。同年7月21日、7回目のパトロールでにノルウェー船籍のタンカー『イーダ・クヌーセン』を沈め、1942年2月にはイギリス商船『スコティッシュ・スター』、パナマ船籍のタンカー『エッソ・コペンハーゲン』を撃沈した。
BETASOMがドイツ海軍式の群狼戦術（ウォルフ・パック）を行う中で、本艦は成果を得られた潜水艦の一つだった。2年間ほどの作戦活動で撃沈した船籍の合計は42,871トンとなった。
| 哨戒  | 日時          | 沈没地点                                                                                  | 船名            | 船籍       | トン数     | 付記                           |
| ----- | ------------- | ----------------------------------------------------------------------------------------- | --------------- | ---------- | ---------- | ------------------------------ |
| 3rd   | 1941年1月15日 | 北緯52度33分 西経24度13分 / 北緯52.550度 西経24.217度 ファストネット西方700マイル地点付近 | Nemea           | ギリシャ   | 5,101トン  | 貨物船、乗組員31名中14名生存   |
| 3rd   | 1941年1月15日 | 北緯52度45分 西経23度59分 / 北緯52.750度 西経23.983度 大西洋上                            | Brask           | ノルウェー | 4,079トン  | 貨物船、乗組員32名中20名生存   |
| 3rd   | 1941年1月16日 | 北緯53度00分 西経24度00分 / 北緯53.000度 西経24.000度 ロッコール島西方429マイル地点付近   | Nicolas Filinis | ギリシャ   | 3,111トン  | 貨物船、乗組員29名中26名生存   |
| 3rd   | 1941年1月28日 | 北緯54度54分 西経19度00分 / 北緯54.900度 西経19.000度 アイルランド西方250マイル地点付近   | Urla            | イギリス   | 5,198トン  | 貨物船、死亡者なし             |
| 5th   | 1941年7月21日 | 北緯34度10分 西経14度45分 / 北緯34.167度 西経14.750度 マデイラ島北東70マイル地点付近      | Ida Knudsen     | ノルウェー | 8,913トン  | タンカー、乗組員5名死亡        |
| 8th   | 1942年2月19日 | 北緯13度24分 西経49度36分 / 北緯13.400度 西経49.600度 バルバドス東方沖                    | Scottish Star   | イギリス   | 7,224トン  | 貨物船、乗組員73名中69名生存   |
| 8th   | 1942年2月25日 | 北緯10度32分 西経53度20分 / 北緯10.533度 西経53.333度 ギアナ北方沖                        | Esso Copenhagen | パナマ     | 9,245トン  | タンカー、乗組員39名中38名生存 |
| 合計: | 合計:         | 合計:                                                                                     | 7隻             |            | 42,871トン |                                |

戦争も後半に入ると制空権・制海権は次第に連合軍側に傾いていった。BETASOM艦隊の駐留するボルドーも爆撃を受け、幾つかの艦艇が損傷したが『ルイージ・トレッリ』はこうした攻撃を耐えて健在の状態にあった。
1943年3月、ドイツ海軍とイタリア海軍との間で大型潜水艦の貸与協定が結ばれ、更に日本海軍とも日本側が占領するシンガポールへの海軍基地建設の協定が締結されるなど、地理的に離れた日独海軍の連絡作戦に伊海軍も加わる事になった（遣日潜水艦作戦）。1943年6月16日、日本海軍の伊30がテレフンケン社の開発したウルツブルク・レーダーの器材・図面の輸送に失敗したのを受けて、BETASOMから『ルイージ・トレッリ』がテレフンケン社のハインリヒ・フォーダス技官と日本の佐竹金次陸軍中佐を乗せ、シンガポールへ出撃した。指揮権はドイツ海軍に預けられたが、潜水艦の運用はイタリア海軍が継続した。

### ドイツ海軍時代
1943年8月30日、『ルイージ・トレッリ』は険しい哨戒網を潜り抜けて無事にシンガポール基地に到着し、日本へウルツブルク・レーダーの技術が伝達された。任務を達成した『ルイージ・トレッリ』であったが、9月8日にベニート・ムッソリーニ国家統領に対する王党派のクーデターと連合国との講和という想定外の事態が発生する。イタリアの王党派によるクーデターをドイツのアドルフ・ヒトラー総統が承認せず、イタリア北部を占領した上でムッソリーニを救出してイタリア社会共和国（RSI）を建国させ、旧イタリア王国は事実上の内戦状態に陥った。
こうした状況下で『ルイージ・トレッリ』は基地に展開する枢軸軍に武装解除を要求され、他に停泊していた3隻の潜水艦と共に乗組員は一旦、身柄を拘束される事になった。『ルイージ・トレッリ』は新たに成立したイタリア社会共和国海軍ではなく接収艦Uボート（de）として『UIT25』の呼称でドイツ国防軍に編入された。他に編入された潜水艦も含めて、その後サロ政権側に就いたイタリア海軍の乗組員が引き続き運用したが、指揮権はドイツ海軍の提督が引き継いだ。
『UIT25』は主に太平洋海域でのドイツ海軍の哨戒任務に従事し、1945年にイタリア社会共和国が政権崩壊に追い込まれ、続いてドイツがベルリン陥落で降伏するまで作戦活動を続けた。

### 日本海軍時代
1945年5月、ドイツ降伏によって欧州戦線が連合国の勝利で終結し、今や日独伊枢軸国で継戦しているのは日本のみとなっていた。日本海軍は神戸川崎に停泊して修繕中だった『UIT25』（『ルイージ・トレッリ』）を接収した。二度目の接収となった同艦は『伊号第五百四潜水艦』と改名され、1945年7月15日に日本海軍に編入され、伊五百一型の4番艦、呉鎮守府籍の特殊警備潜水艦に定められ、呉鎮守府部隊付属となった。枢軸国の艦艇で日独伊の三海軍を渡り歩いたのは、グリエルモ・マルコーニ級潜水艦のベースとなったマルチェロ級潜水艦『コマンダンテ・カッペリーニ』（『伊号第五百三潜水艦』）と本艦の2隻のみである。
終戦直前にはアメリカ陸軍航空軍のB-25爆撃機を撃墜したとされている。
1946年4月16日、神戸に停泊している所を連合軍に接収され、『コマンダンテ・カッペリーニ』と共に紀伊水道で海没処分された。

## 伊号第五百四潜水艦艦長

### 艦長
1. （兼）廣田秀三 大尉：1945年7月14日[9] - 1945年10月30日[10] （本職：伊号第五百三潜水艦長）
2. （兼）田中千秋 大尉/第二復員官：1945年10月30日[10] - 1945年12月1日[11] （本職：伊号第五百三潜水艦長）